# Naryškino
Naryškino (in russo Нары́шкино?) è un insediamento di tipo urbano della Russia europea sudoccidentale, situato nell'oblast' di Orël; è il centro amministrativo del rajon Urickij.
Si trova nel rialto centrale russo, 25 km a ovest di Orël.